# Damprichard
Damprichard [dɑ̃(p)ʁiʃaʁ] est une commune française située dans le département du Doubs, la région culturelle et historique de Franche-Comté et la région administrative Bourgogne-Franche-Comté. 
Les habitants se nomment les Damprichards et Damprichardes.

## Géographie

### Toponymie
Fontaine Dan Richet en 1361 ; Damrichard en 1631 ; Damprichard en 1759.

### Situation
La commune de Damprichard est située en Franche-Comté, dans l'est du département du Doubs, à 64,6 kilomètres à vol d'oiseau à l'est de Besançon, à 30,2 kilomètres à vol d'oiseau au sud de Montbéliard, et à 55 kilomètres à vol d'oiseau au nord-est de Pontarlier. Elle se situe à proximité de la frontière franco-suisse. Cette commune compte pas moins de 25 hameaux dont Les Seignes par exemple.

### Climat
Pour des articles plus généraux, voir Climat de la Bourgogne-Franche-Comté et Climat du Doubs.
En 2010, le climat de la commune est de type climat de montagne, selon une étude du Centre national de la recherche scientifique s'appuyant sur une série de données couvrant la période 1971-2000. En 2020, Météo-France publie une typologie des climats de la France métropolitaine dans laquelle la commune est exposée à un climat de montagne ou de marges de montagne et est dans la région climatique  Jura, caractérisée par une forte pluviométrie en toutes saisons (1 000 à 1 500 mm/an), des hivers rigoureux et un ensoleillement médiocre. 
Pour la période 1971-2000, la température annuelle moyenne est de 7,3 °C, avec une amplitude thermique annuelle de 16,7 °C. Le cumul annuel moyen de précipitations est de 1 465 mm, avec 12,2 jours de précipitations en janvier et 11,5 jours en juillet. Pour la période 1991-2020, la température moyenne annuelle observée sur la station météorologique de Météo-France la plus proche, « Charquemont », sur la commune de Charquemont à 6 km à vol d'oiseau, est de 8,3 °C et le cumul annuel moyen de précipitations est de 1 575,4 mm. 
La température maximale relevée sur cette station est de 37,2 °C, atteinte le 19 août 2012 ; la température minimale est de −31 °C, atteinte le 9 janvier 1985,,. 
Les paramètres climatiques de la commune ont été estimés pour le milieu du siècle (2041-2070) selon différents scénarios d'émission de gaz à effet de serre à partir des nouvelles projections climatiques de référence DRIAS-2020. Ils sont consultables sur un site dédié publié par Météo-France en novembre 2022.

## Urbanisme

### Typologie
Au 1er janvier 2024, Damprichard est catégorisée bourg rural, selon la nouvelle grille communale de densité à 7 niveaux définie par l'Insee en 2022.
Elle est située hors unité urbaine. Par ailleurs la commune fait partie de l'aire d'attraction de Maîche, dont elle est une commune du pôle principal,. Cette aire, qui regroupe 23 communes, est catégorisée dans les aires de moins de 50 000 habitants,.

### Occupation des sols
L'occupation des sols de la commune, telle qu'elle ressort de la base de données européenne d’occupation biophysique des sols Corine Land Cover (CLC), est marquée par l'importance des territoires agricoles (73,8 % en 2018), une proportion sensiblement équivalente à celle de 1990 (74,4 %). La répartition détaillée en 2018 est la suivante : 
prairies (63,8 %), forêts (22 %), zones agricoles hétérogènes (10 %), zones urbanisées (4,2 %). L'évolution de l’occupation des sols de la commune et de ses infrastructures peut être observée sur les différentes représentations cartographiques du territoire : la carte de Cassini (XVIIIe siècle), la carte d'état-major (1820-1866) et les cartes ou photos aériennes de l'IGN pour la période actuelle (1950 à aujourd'hui).

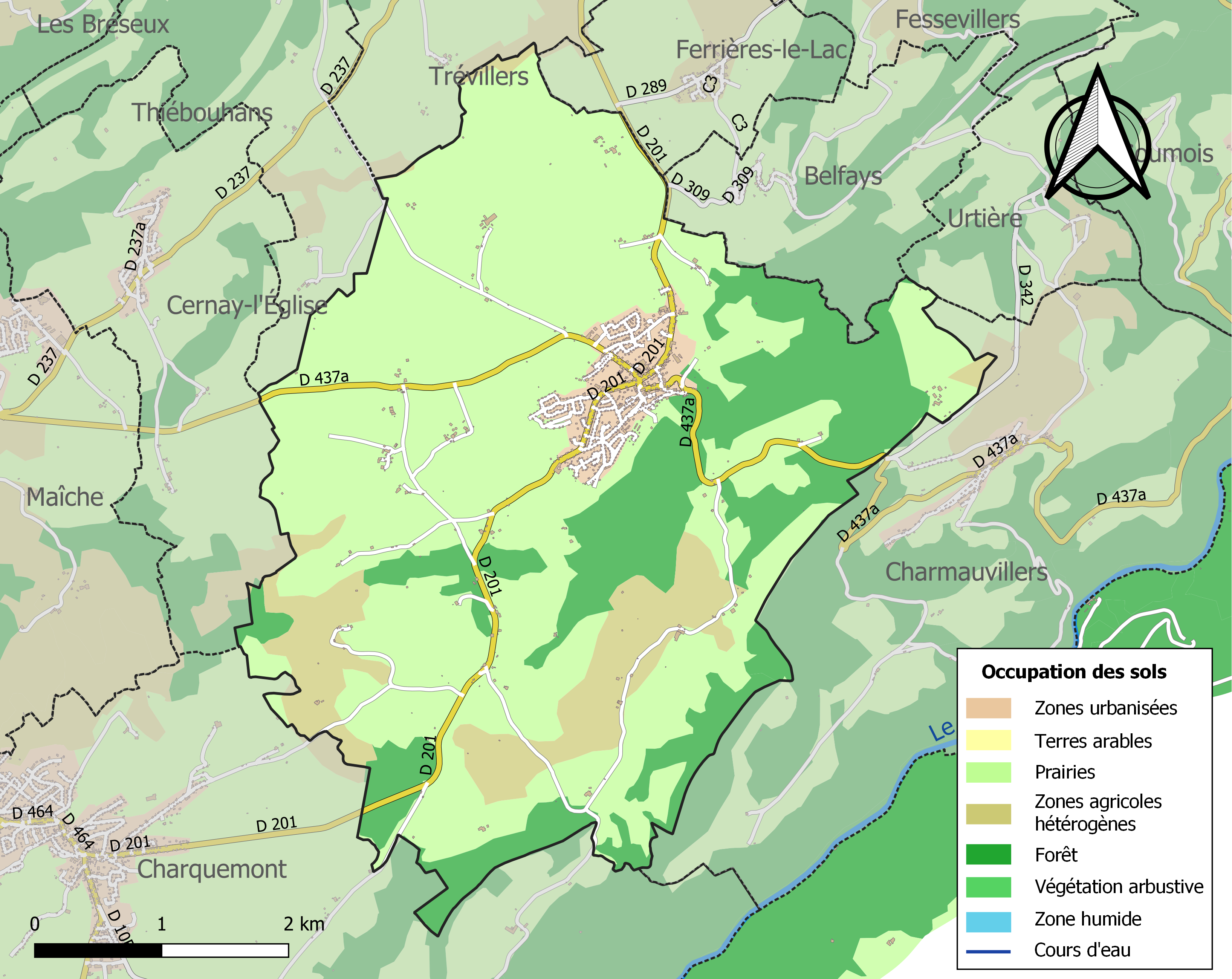
Carte des infrastructures et de l'occupation des sols de la commune en 2018 (CLC).

## Histoire
Le 15 juin 1940, les environs de Damprichard sont le théâtre d'une âpre et ultime bataille entre les Allemands (corps blindé du général Guderian) et le 45e corps d'armée français du général Marius Daille, composé de la 67e division d'infanterie, de la 2e division polonaise de chasseurs du général Prugar-Ketling et de la 2e brigade de spahis. Dès le mardi 18 juin, le village recevait les premiers obus allemands, mais c'est durant toute la journée du 19 juin que les affrontements furent les plus violents : chasseurs polonais du général Prugar-Ketling et spahis algériens résistèrent jusqu'en fin d'après-midi, s'accrochant au terrain sur les hauteurs de Cernay et dans la plaine de Damprichard.

## Politique et administration

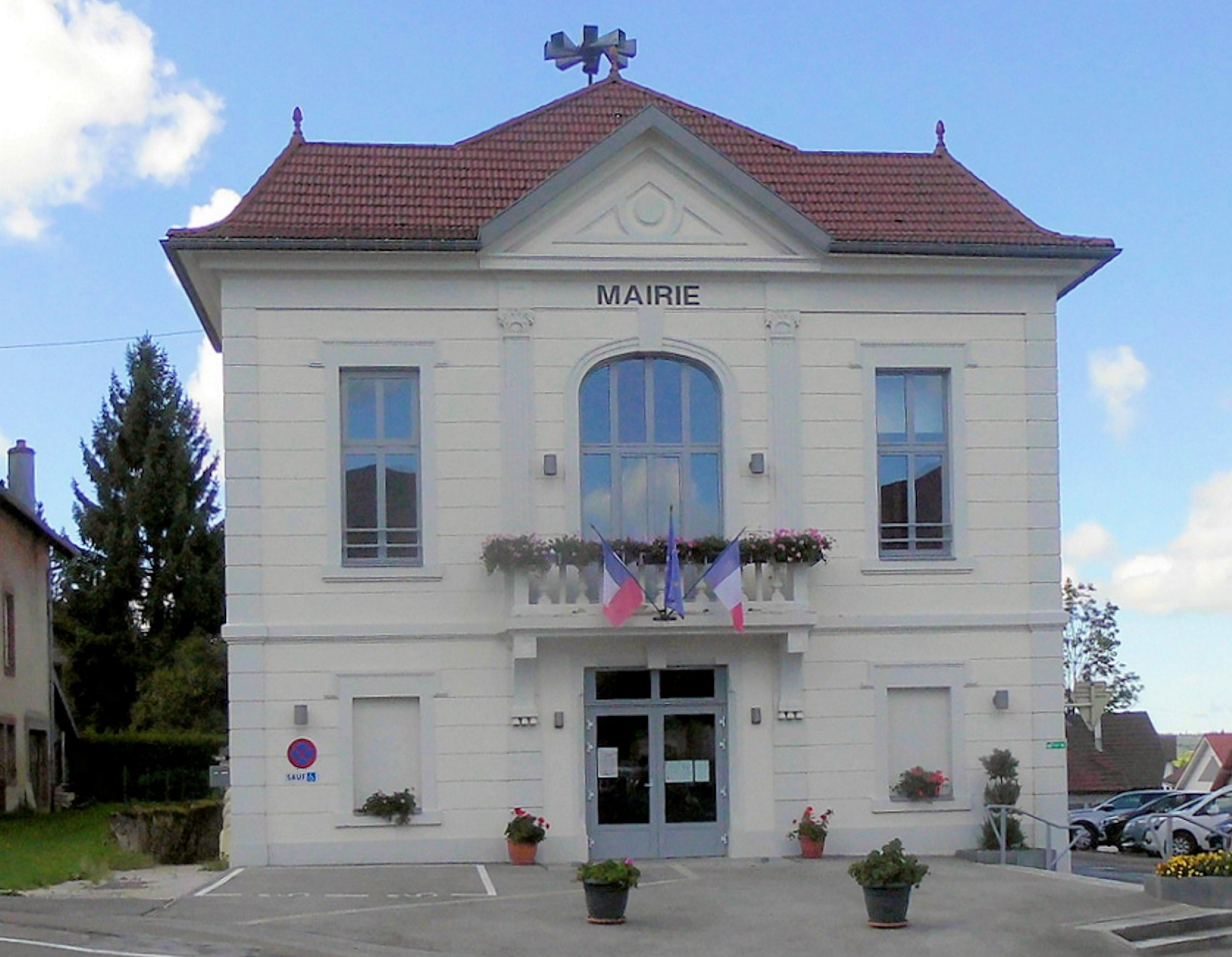
Mairie

| Période                                  | Période                     | Identité                                       | Étiquette | Qualité |
| ---------------------------------------- | --------------------------- | ---------------------------------------------- | --------- | ------- |
| 2006                                     | 2008                        | M. Dumollo                                     |           |         |
| mars 2008                                | 2014                        | Guy Sigvart                                    |           |         |
| mars 2014                                | En cours (au 1er juin 2020) | Anthony Mérique Réélu pour le mandat 2020-2026 | SE        | Employé |
| Les données manquantes sont à compléter. |                             |                                                |           |         |

## Démographie
L'évolution du nombre d'habitants est connue à travers les recensements de la population effectués dans la commune depuis 1793. Pour les communes de moins de 10 000 habitants, une enquête de recensement portant sur toute la population est réalisée tous les cinq ans, les populations de référence des années intermédiaires étant quant à elles estimées par interpolation ou extrapolation. Pour la commune, le premier recensement exhaustif entrant dans le cadre du nouveau dispositif a été réalisé en 2005.

En 2022, la commune comptait 1 825 habitants, en évolution de −3,23 % par rapport à 2016 (Doubs : +1,88 %, France hors Mayotte : +2,11 %).
| 1793 | 1800 | 1806 | 1821 | 1831  | 1836  | 1841 | 1846  | 1851  |
| ---- | ---- | ---- | ---- | ----- | ----- | ---- | ----- | ----- |
| 920  | 783  | 908  | 654  | 1 066 | 1 006 | 978  | 1 010 | 1 030 |

| 1856 | 1861  | 1866  | 1872  | 1876  | 1881  | 1886  | 1891  | 1896  |
| ---- | ----- | ----- | ----- | ----- | ----- | ----- | ----- | ----- |
| 999  | 1 091 | 1 142 | 1 065 | 1 167 | 1 170 | 1 200 | 1 188 | 1 186 |

| 1901  | 1906  | 1911  | 1921  | 1926  | 1931  | 1936  | 1946  | 1954  |
| ----- | ----- | ----- | ----- | ----- | ----- | ----- | ----- | ----- |
| 1 186 | 1 177 | 1 358 | 1 254 | 1 242 | 1 359 | 1 356 | 1 389 | 1 532 |

| 1962  | 1968  | 1975  | 1982  | 1990  | 1999  | 2005  | 2006  | 2010  |
| ----- | ----- | ----- | ----- | ----- | ----- | ----- | ----- | ----- |
| 1 741 | 1 763 | 2 016 | 1 907 | 1 858 | 1 768 | 1 788 | 1 787 | 1 769 |

| 2015  | 2020  | 2022  | - | - | - | - | - | - |
| ----- | ----- | ----- | - | - | - | - | - | - |
| 1 872 | 1 832 | 1 825 | - | - | - | - | - | - |

Le maximum de la population a été atteint en 1975 avec 2 016 habitants.

## Économie

### Entreprises
| Nom                         | Employés | Activité                                                                                     |
| --------------------------- | -------- | -------------------------------------------------------------------------------------------- |
| Jean-Louis Burdet SAS       | 167      | Conception et fabrication d'habillage (boîtes et bracelets) de montres haut de gamme.        |
| Établissements Yves Silvant | 123      | Conception et fabrication d’articles métalliques haut de gamme pour le luxe et l’horlogerie. |
| Startech                    | 49       | Fabrication de machines spécialisées.                                                        |
| Polissage Gaidot            | 13       | Traitement et revêtement des métaux.                                                         |
| Silaque                     | 13       | Fabrication d’articles de joaillerie et bijouterie                                           |

## Lieux et monuments
- L'église Sainte-Madeleine. Le 6 juin 1742 à 10 heures du matin on commence à démolir l'ancienne église en vue de bâtir au même endroit la « neuve église » actuelle. Tous les habitants, du plus grand au plus petit, mettent la main à la tâche ; on s'en va quérir des pierres à La Seignotte, à Rangevillers, à La Montay, à Urtières et jusqu'au Cernier d'Ambay. La construction dure trois ans. C'est cette église, agrandie en 1862, réparée en 1960 puis entièrement rénovée intérieurement et extérieurement au début des années 1980 qui dresse son clocher caractéristique au centre de l'agglomération[2].
- La chapelle Saint-Roch du Prélot.
- Le monument aux morts. Dans les derniers jours de la guerre 39-40, la région de Damprichard devint théâtre d'opérations. Le nombre impressionnant de soldats polonais dont les noms sont gravés dans le marbre du monument à la gloire de ces héroïques combattants est suffisamment éloquent pour évoquer l'âpreté des combats de juin 1940[2].

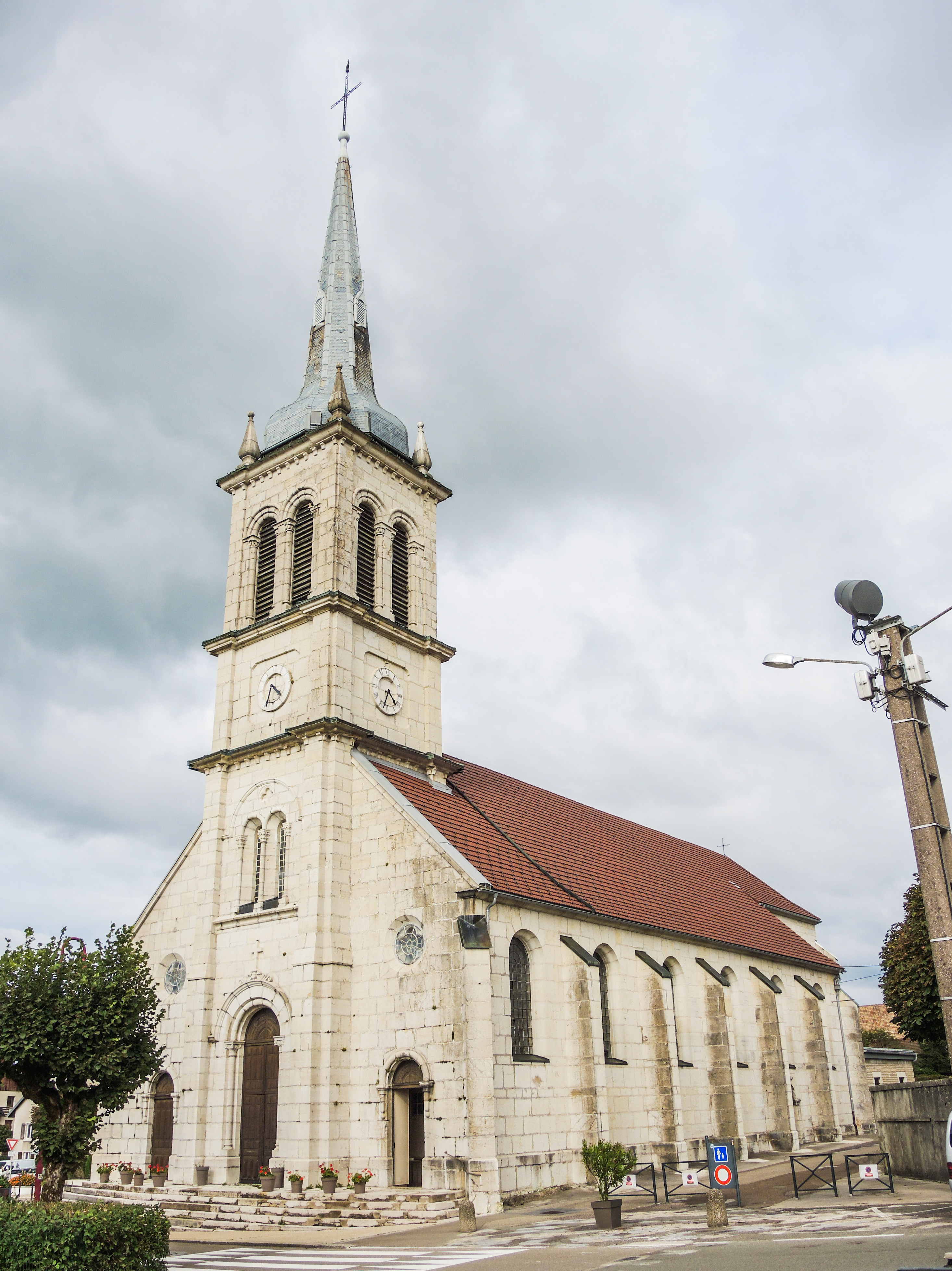
L'église Sainte-Madeleine.
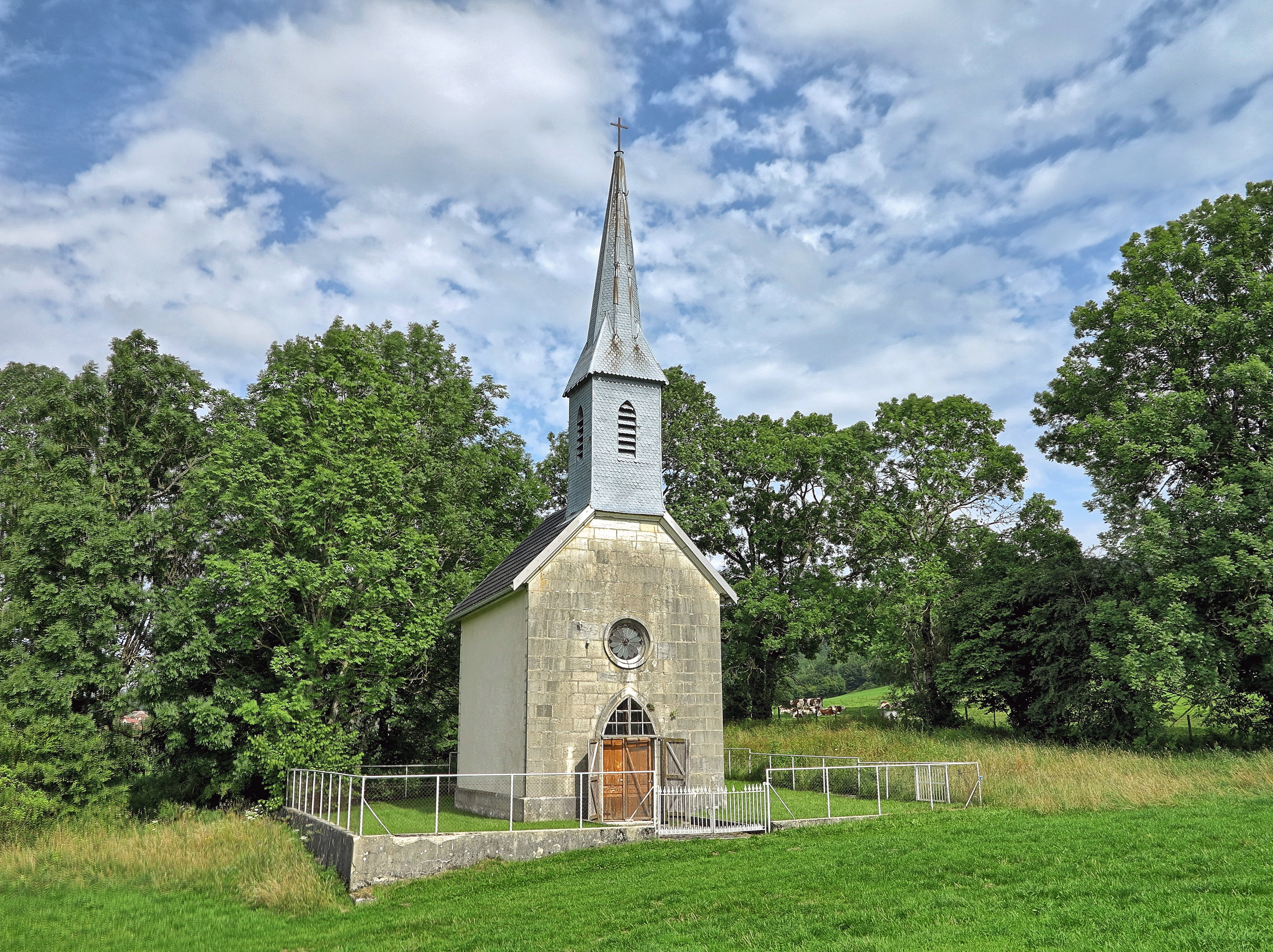
La chapelle Saint-Roch du Prélot.

- Institut Oxalis

## Personnalités liées à la commune
- Pierre Joseph Farine du Creux, militaire français.
- Raphaëlle Tervel, handballeuse.
- Marie-Laure Gigon, tireuse.
- Maurice Grammont, 1866 - 1946, linguiste

## Jumelages
Locmaria-Plouzané (France)